# 愛知県道477号東大見岡崎線
愛知県道477号東大見岡崎線（あいちけんどう477ごう ひがしおおみおかざきせん）は、愛知県豊田市から岡崎市に至る一般県道である。

## 概要

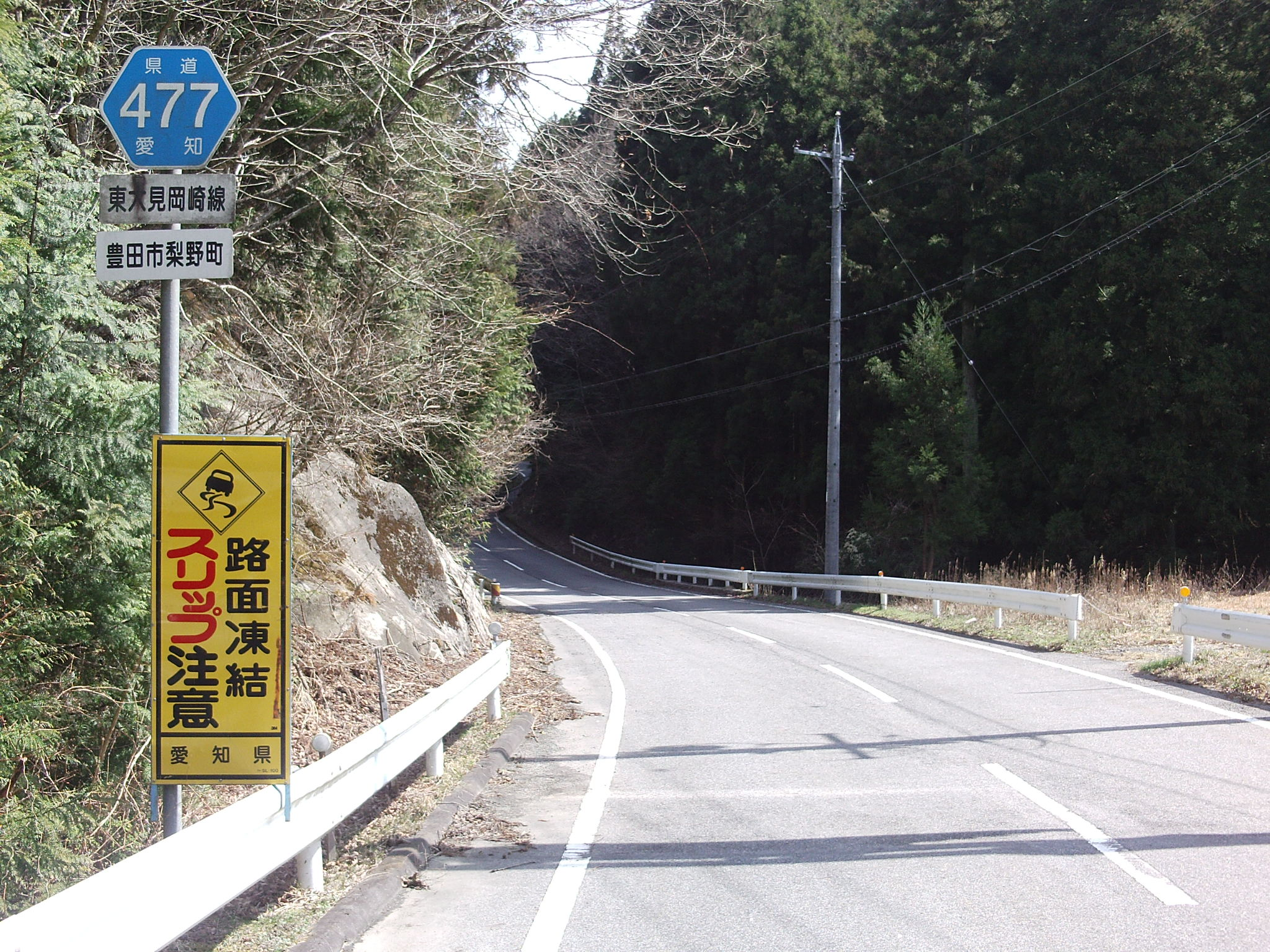
起点。画像手前が豊田市東大見町。ここから三河高原牧場を通り抜けて、他の県道と合流･重複しつつ幾つか山や川を越える。

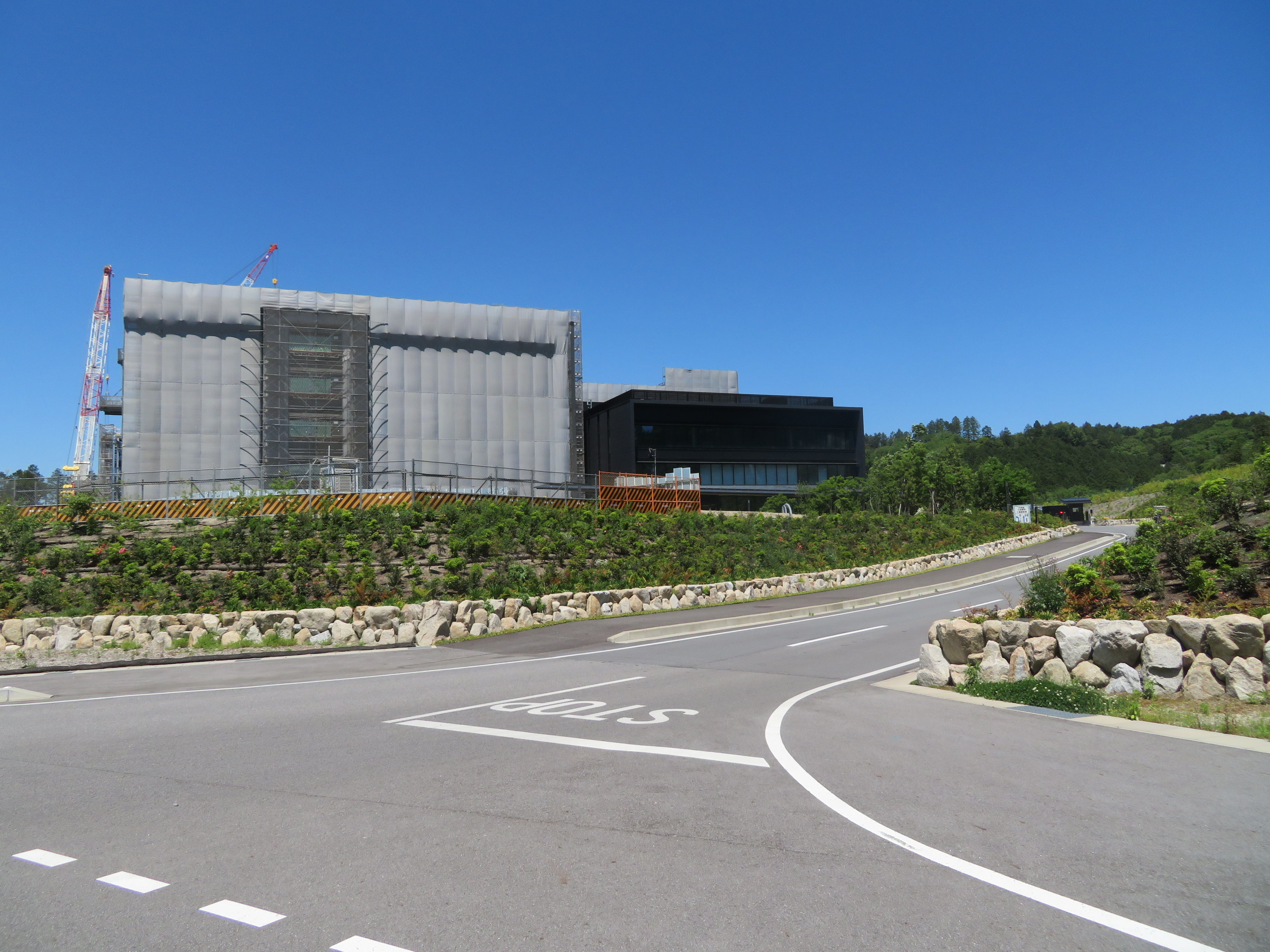
建設中のトヨタテクニカルセンター下山（豊田市下山田代町）

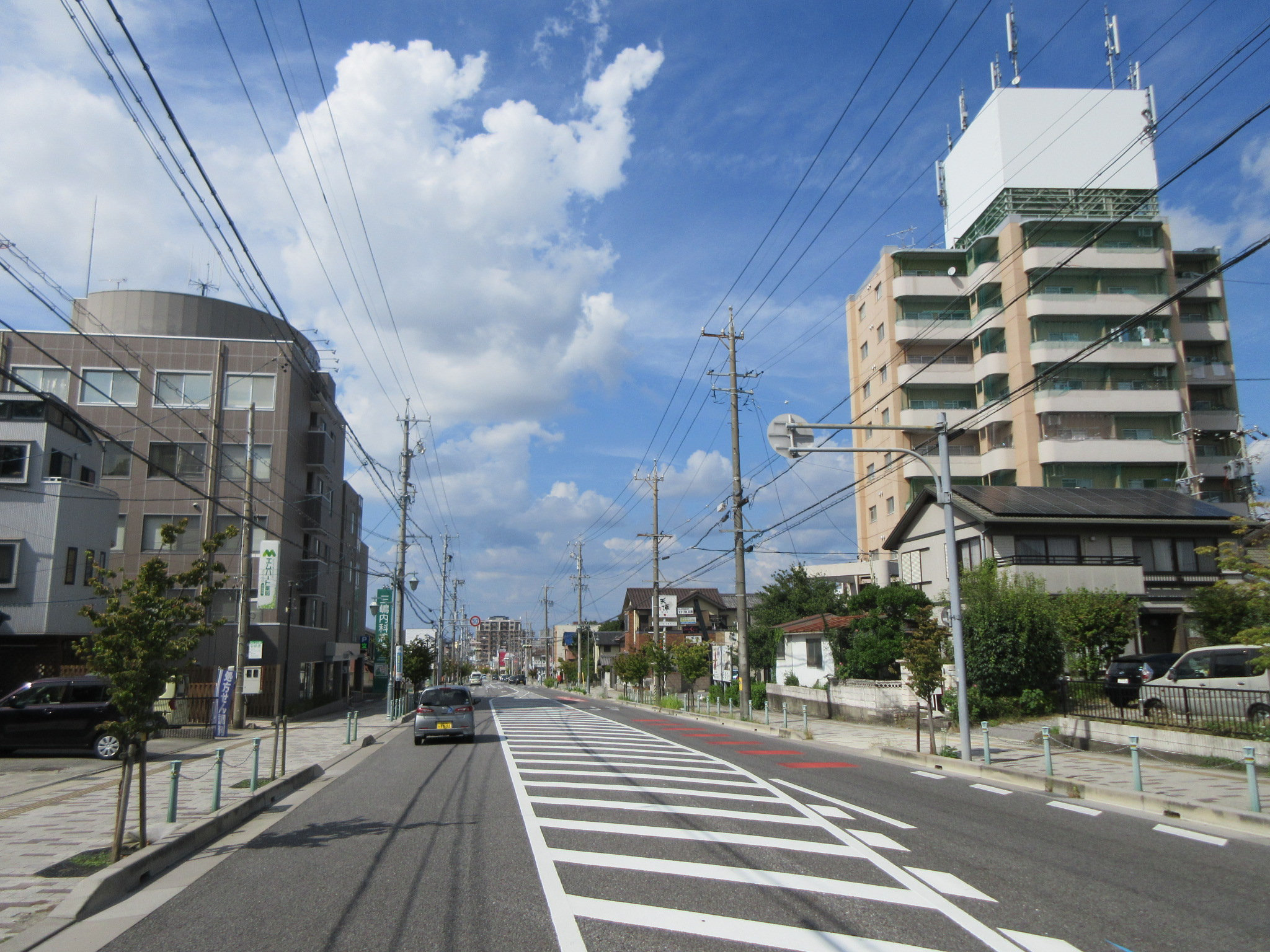
モダン道路（岡崎市六供町）

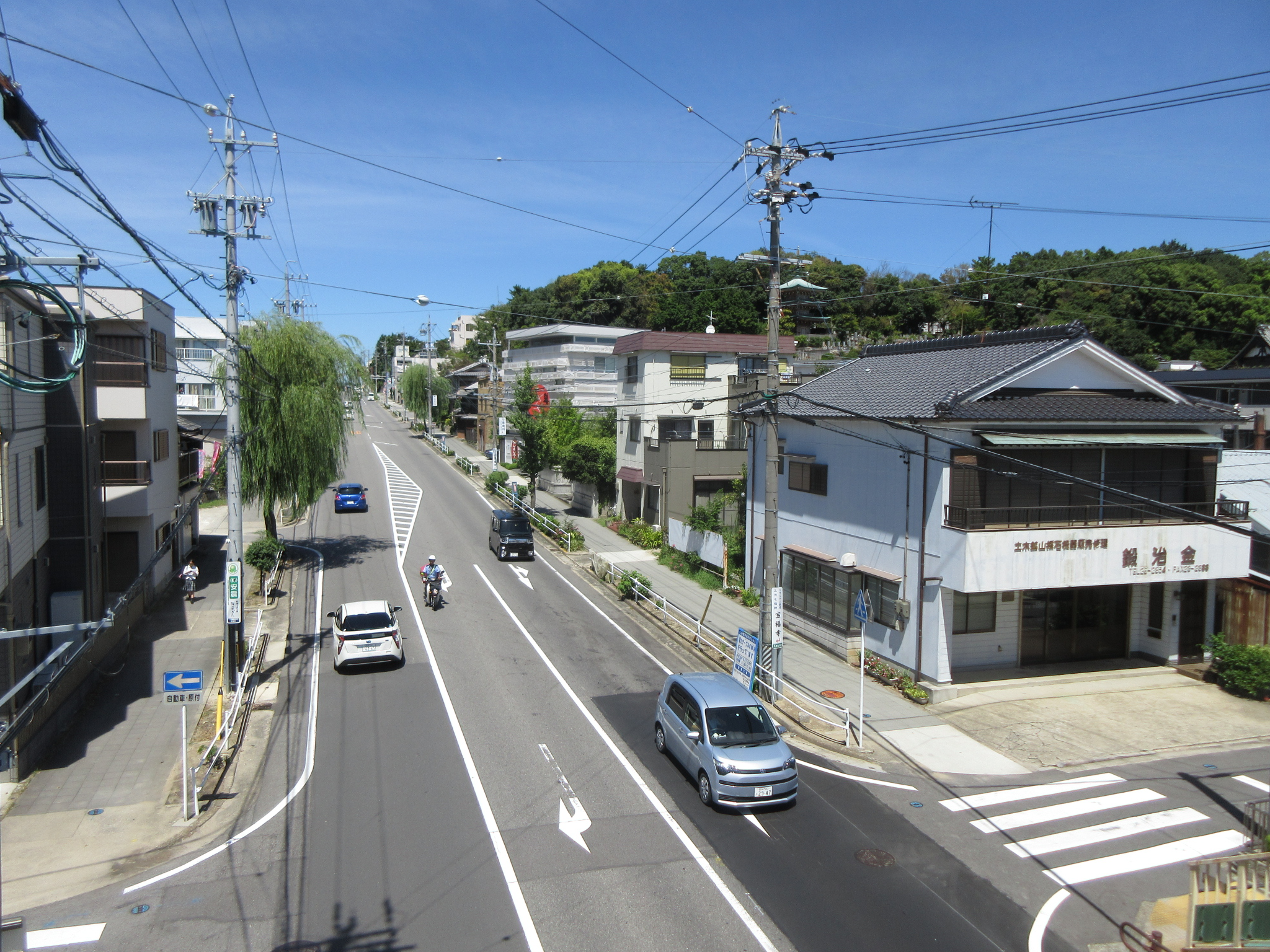
モダン道路（岡崎市久右ヱ門町）

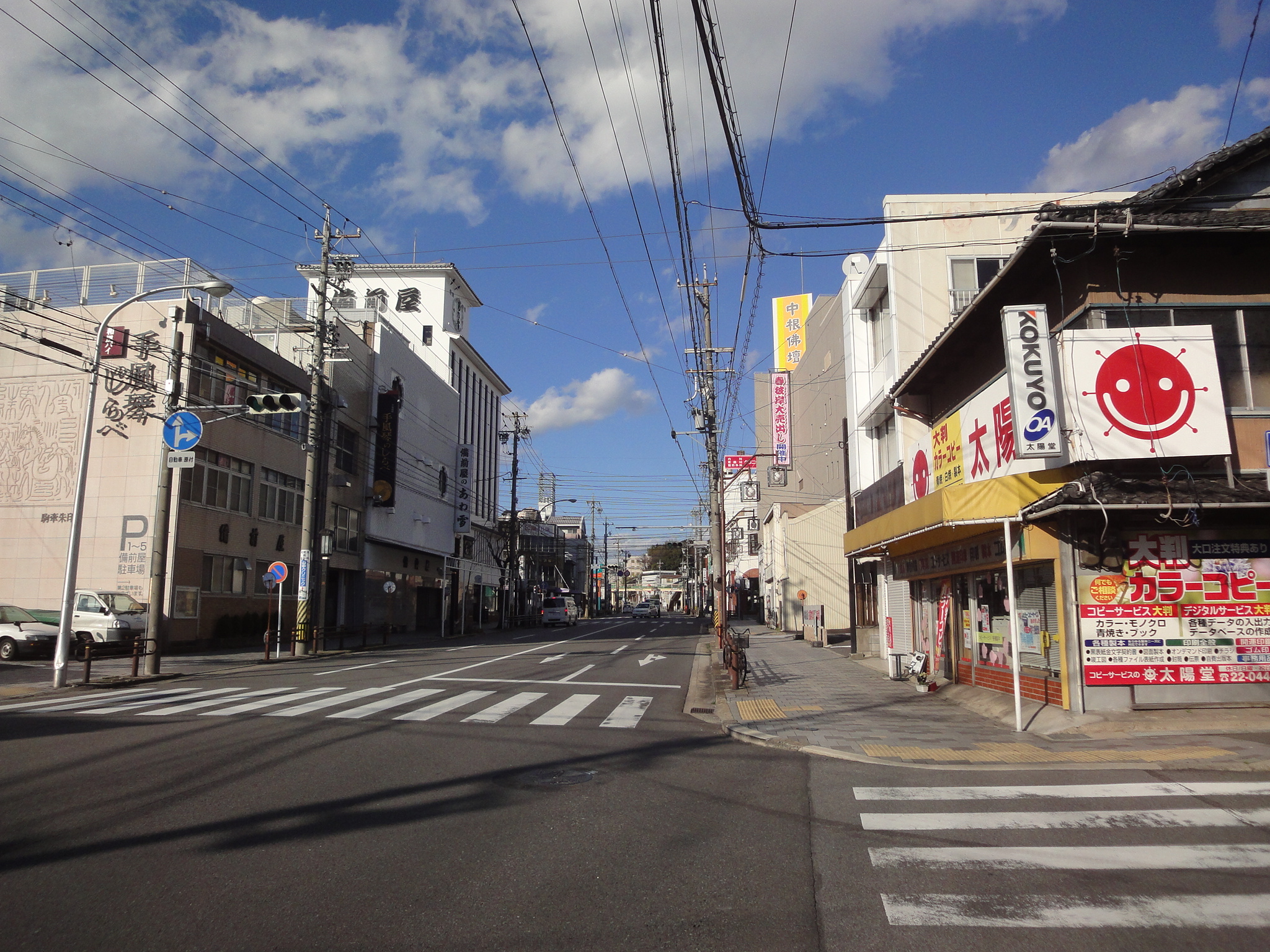
モダン道路（岡崎市祐金町）

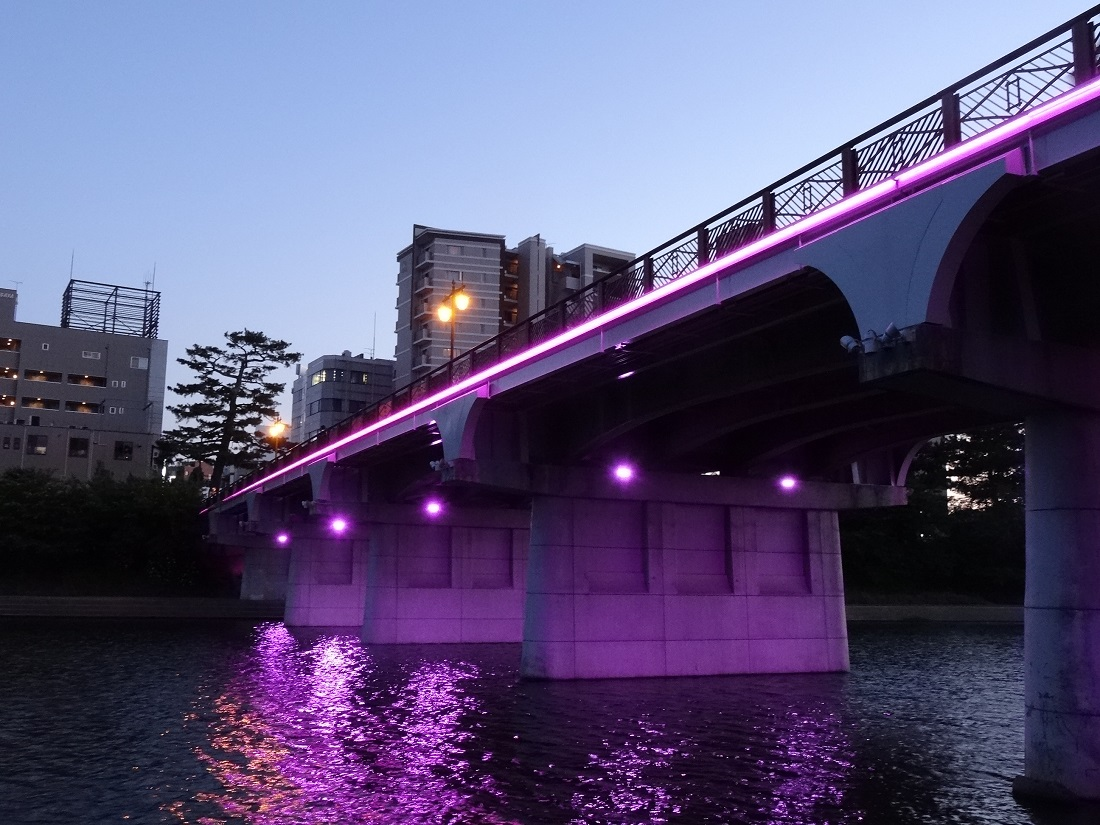
乙川にかかる明代橋

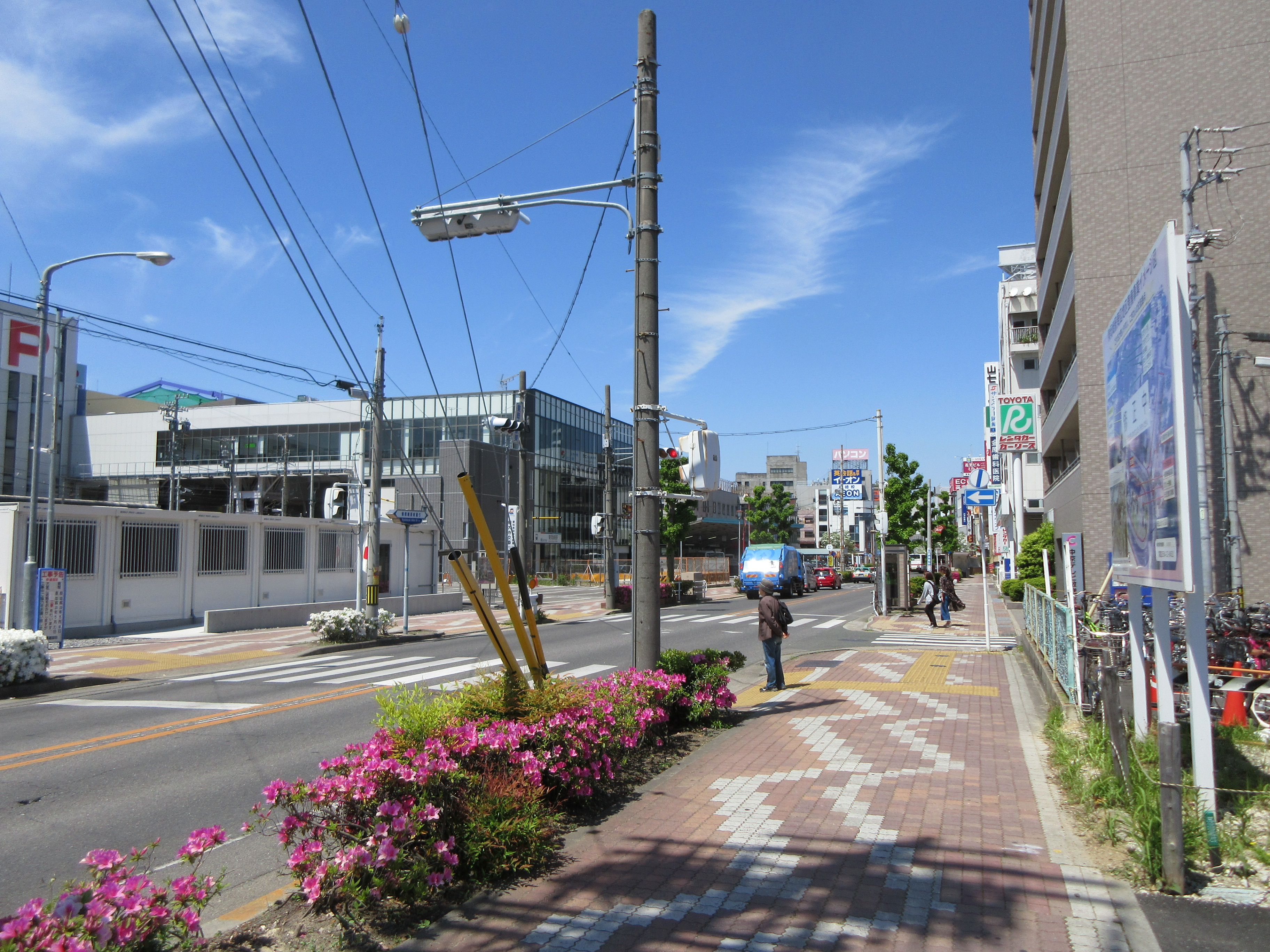
岡崎市明大寺町、上明大寺町（東岡崎駅前通り）

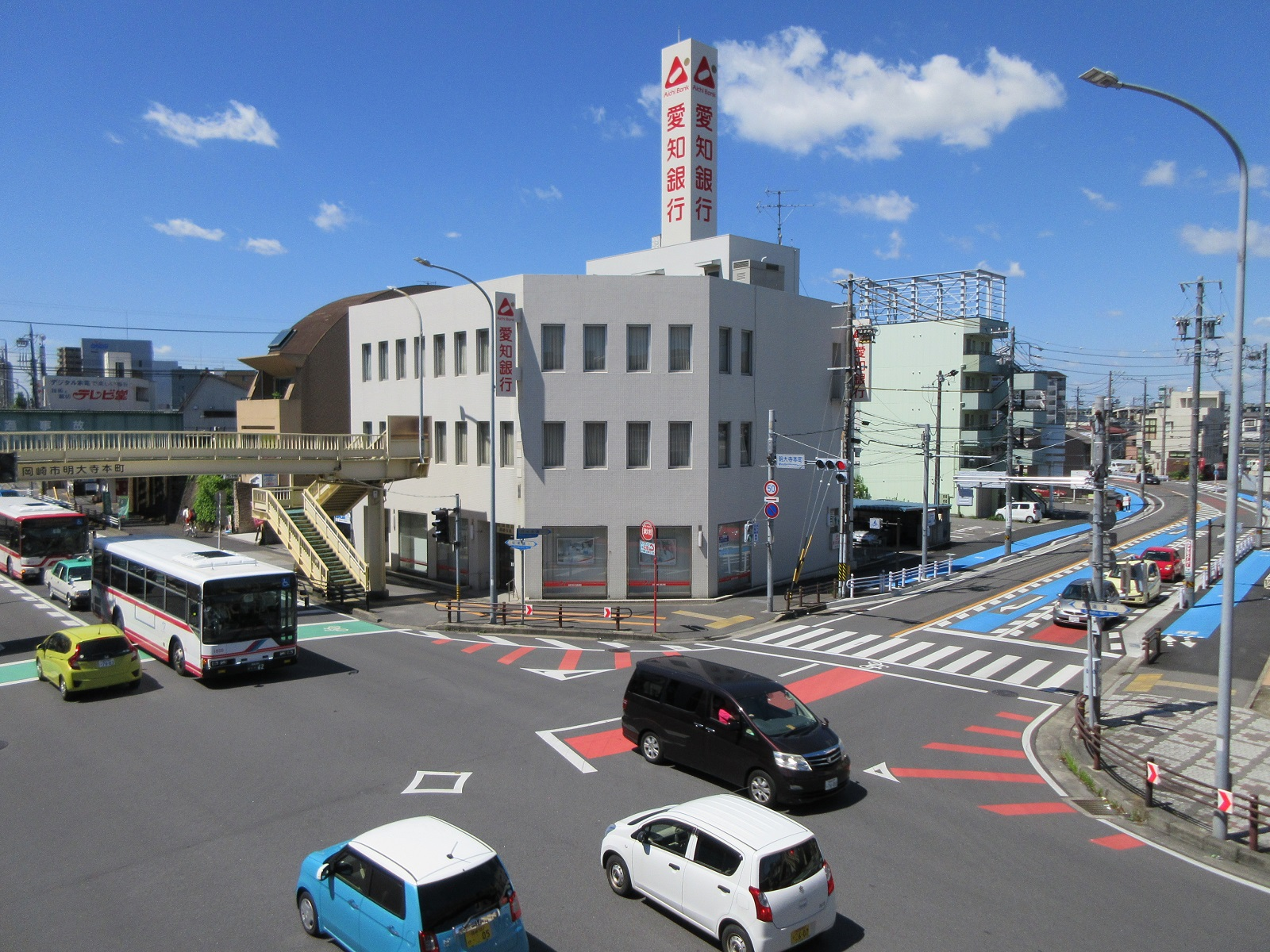
終点。明大寺本町交差点。

豊田市、岡崎市の山間部から名鉄名古屋本線 東岡崎駅前に至る道路である。途中、旧下山村の中心部を通る。岡崎市鴨田町と豊田市大沼町を結ぶ大沼街道の一部を構成している。2021年（令和3年）現在は、 名鉄バスの東岡崎 - （大樹寺） - 大沼間を結ぶバスが運行されている。
岡崎市内では、岡崎市龍北総合運動場付近でグランドロード、市街地付近でモダン道路。東岡崎駅から明大寺本町交差点の間で東岡崎駅前通りの愛称が付けられている。

### 路線データ
- 起点：愛知県豊田市東大見町（国道420号交点）
- 終点：愛知県岡崎市明大寺本町2丁目（明大寺本町交差点）
- 総距離：約36km

## 沿革
- 1962年（昭和37年）4月1日：認定

## 通過する自治体
- 愛知県
  - 豊田市
  - 岡崎市

## 接続する道路
- 国道420号（豊田市東大見町）
- 愛知県道337号作手菅沼平瀬線（豊田市平瀬町地内で重複）
- 愛知県道362号東大沼足助線（豊田市平瀬町・東大沼交差点間で重複）
- 愛知県道363号作手善夫大沼線（東大沼交差点・大沼町内間で重複）
- 愛知県道77号足助下山線（豊田市大沼町・根崎交差点間で重複）
- 挙母街道：国道301号（根崎交差点・豊田市花沢町間で重複）
- 愛知県道331号一色小久田線（岡崎市外山町・一色町間で重複）
- 愛知県道339号長沢東蔵前線（岡崎市大柳町地内で重複）
- 大沼街道：愛知県道335号南大須鴨田線（岡崎市滝町・総合グランド西交差点間で重複）
- 竜東メーンロード：愛知県道26号岡崎環状線（稲熊町1丁目交差点・稲前橋北交差点間で重複）
- 石屋町通り（岡崎市道連尺通1号線、伝馬交番南東交差点）
- 伝馬通り（岡崎市道伝馬町線、伝馬交差点）
- 龍城通り：国道1号（島町交差点）
- 東岡崎駅前通り（岡崎市道竜美丘1号線、東岡崎駅前交差点）
- 電車通り：愛知県道483号岡崎幸田線・六名通り：愛知県道293号桜井岡崎線（明大寺本町交差点）

## 周辺
- 三河高原キャンプ場
- 加茂ゴルフ倶楽部
- 滝山寺
- 滝団地
- 岡崎市龍北総合運動場
- 備前屋
- 乙川（明代橋）
- 名鉄名古屋本線 東岡崎駅

## 別名
- 大沼街道（岡崎市、豊田市）
- 松平往還（岡崎市）
- グランドロード（岡崎市）
- 伊賀川桜堤（岡崎市）
- モダン道路（岡崎市）
- 東岡崎駅前通り（岡崎市）